# Full Tilt! Pinball
Full Tilt! Pinball — компьютерная игра, разработанная компанией Cinematronics и изданная Maxis Software в 1995 году, симулятор настольной игры «пинбол» для платформы PC.

## Описание
Игра предлагает на выбор три игровых режима (стола): «Звёздный юнга» (англ. Space Cadet), «Мошенничество» (англ. Skulduggery) и «Замок дракона» (англ. Dragon's Keep), где необходимо, выполняя различные миссии, набрать максимальное количество очков. Управление стандартное: запуск шарика, флиппер, тилт.
Справа от каждого стола находятся дисплеи, отображающие количество набранных очков, номер мяча, номер игрока и прочую информацию, а также обложка режима.

### Full Tilt! 2 Pinball
В 1996 году компанией Maxis была разработана и выпущена игра Full Tilt! 2 Pinball (в Европе игра вышла через год под названием Pinball ’97). Как и её предшественница, игра происходит на одном из трёх тематических столов: «Супергерои» (англ. Captain Hero), «Инопланетяне» (англ. Alien Daze) и «Ужастики» (англ. Mad Scientist).

## 3D Pinball for Windows: Space Cadet
Пинбол «Звёздный юнга» (англ. 3D Pinball for Windows – Space Cadet) — встроенная игра в ОС Windows, разработанная дизайнером Microsoft Дэвидом Пламмером и являющаяся слегка изменённой версией «Звёздного юнги» из оригинальной Full Tilt! Pinball. Впервые появилась в Windows NT 4.0 (входила также в состав Microsoft Plus! для Windows 95) и впоследствии была включена в Windows 2000, Windows ME и Windows XP.
Внешне Пинбол для Windows практически не отличается от своего предшественника, за исключением разрешения экрана (максимальное — 640×480, в то время как в оригинале — 1024×768), обложки стола (здесь она представляет собой двухмерный пиксельный рисунок, а в оригинале это был рендер трёхмерной сцены) и загрузочного экрана, на котором изображены шарик, бампер, буфер отскока и надпись «3D Pinball». При этом, если в Full Tilt! Pinball за выполнение каждой миссии игрок получал «бесплатную игру» (англ. replay — при потере шарика даётся запасной, при этом текущий раунд сохраняется), то в Пинболе для Windows за прохождение миссий просто присуждаются дополнительные очки, а «бесплатная игра» активируется при попадании шарика в «открытую» червоточину нужного цвета (англ. wormhole; в оригинале такая процедура приводила к «блокировке» шарика и затем — к раунду с несколькими шариками).
В последних версиях Windows (начиная с Vista) Пинбол отсутствует — при портировании с 32-битной (x86) на 64-битную систему (x64) в игре был обнаружен баг, при котором шарик мог свободно проходить сквозь препятствия, однако разработчики из Microsoft не смогли найти его причину. В 2018 году была предпринята попытка «возродить» игру в рамках проекта Microsoft Garage как самостоятельный продукт (работающий на базе 32-разрядной архитектуры), однако, так и не увенчавшаяся успехом из-за проблем с авторскими правами (оригинальный Пинбол был выпущен под лицензией Cinematronics, не предусматривавшей подобную публикацию).

### Игровой процесс
Во время игры игрок управляет флипперами (левым и правым). С помощью них необходимо отбивать шарик, попадая в различные мишени. В начале игры даётся три шарика, по мере прохождения игрок должен копить шарики и подниматься в звании. Всего в игре 9 уровней, которым соответствуют звания: низшее звание — Юнга, с которого начинается игра, высшее — Адмирал флота. Чем выше звание, тем выше приз. Повышая звание, игрок получает доступ к более сложным миссиям.
Кроме того, в игре есть опции «2 человека», «3 человека» и «4 человека» — выбрав одну из этих опций, можно соревноваться с друзьями, кто больше наберёт очков.
Игра заканчивается, когда игрок теряет все шарики. Если он набрал больше очков, чем игрок из таблицы рекордов, занимающий 5 место (среди пяти игроков, набравших самое большое количество очков за игру), то его рекорд заносится в соответствующую таблицу. Максимальное количество очков, которое можно набрать в этой игре — 999999999: при превышении этого предела очки обнуляются, а остаток прибавляется в очки.